# Lungötz
Lungötz ist ein Ort im Lammertal im Land Salzburg, und Teil der Gemeinde Annaberg-Lungötz im Bezirk Hallein.

## Geographie
Das Dorf liegt an der Lammer, im oberen Lammertal – 3 km vor Annaberg auf der B 162 Lammertal Straße – an der Einmündung von Karbach, der von St. Martin am Tennengebirge her kommt, und Neubach von der Bischofsmütze. Linkerhand liegt das Tennengebirge, rechterhand das Dachsteinmassiv mit der Bischofsmütze als Hausberg der Lammertaler.
Obschon das Dorf quasi einer der beiden Hauptorte der Gemeinde ist, ist es weder Ortschaft noch Katastralgemeinde, sondern verteilt sich auf Gappen links und Neubach rechts der Lammer. Das Dorf im engeren Sinne umfasst etwa 30 Gebäude, talauswärts liegt ein Gewerbegebiet (Kaindl, Kronotrans).
Nachbarorte
|                                                     | Gappen                                              | Annaberg i.L. |
| Lammertal (Gem. St. Martin a.T., Bez. St. Johann)   | Kompassrose, die auf Nachbargemeinden zeigt         | Neubach       |
| Schoberberg (Gem. St. Martin a.T., Bez. St. Johann) | St. Martin am Tennengebirge (Gem., Bez. St. Johann) |               |

## Geschichte, Wirtschaft und Sehenswürdigkeiten
Das Holzunternehmen Kaindl, das seinen Hauptsitz heute in Wals-Siezenheim hat, und ein bedeutender Holzwerkstoffhersteller ist, wurde hier im Ort 1897 als Sägewerk begründet. 1954 wurde die Dependence Hüttau gegründet, 1959  übersiedelte die Firma nach Salzburg. Der Ort selbst entwickelte sich mit der Gründung der Firma, vorher gab es keinen Talort.
1964 erfolgte die Einweihung einer eigenen Kirche. Sie ist ein schlichtes Bauwerk der Moderne. Lungötz ist Seelsorgestelle der Pfarre Annaberg (Pfarrverband Lammertal), umfasst Lungötz, Neubach und Gappen und die St. Martiner Häuser Lammertal (früherer gehörte die Gegend teils auch zur Pfarre St. Martin), mit ca. 865 Mitgliedern.